# Swift Trail Junction
Swift Trail Junction ist ein Census-designated place im Graham County im US-Bundesstaat Arizona.
Das U.S. Census Bureau hat bei der Volkszählung 2020 eine Einwohnerzahl von 2.810 ermittelt.
Swift Trail Junction hat eine Fläche von 12,3 km². Die Bevölkerungsdichte liegt bei 230 Einwohnern je km². 

## Verkehr
Durch Swift Trail Junction verläuft der U.S. Highway 191.